# Canton de Courtomer
Le canton de Courtomer est une ancienne division administrative française située dans le département de l'Orne et la région Basse-Normandie.

## Géographie
Ce canton était organisé autour de Courtomer dans l'arrondissement d'Alençon. Son altitude variait de 153 m (Montchevrel) à 307 m (Ferrières-la-Verrerie) pour une altitude moyenne de 217 m.

## Histoire
- De 1833 à 1848, les cantons de Courtomer et du Mêle-sur-Sarthe avaient le même conseiller général. Le nombre de conseillers généraux était limité à 30 par département[1].

## Représentation

### Conseillers généraux de 1833 à 2015
| Période | Période      | Identité                               | Étiquette              | Qualité |
| ------- | ------------ | -------------------------------------- | ---------------------- | --- |
| 1833    | 1842         | Jean Clogenson                         | Majorité ministérielle | Conservateur de la bibliothèque publique d'Alençon, ancien préfet de l'Orne, magistrat, député (1835-1839) |
| 1842    | 1848         | Claude Alexis Delangle                 |                        | Propriétaire, maire de Sées, conseiller d'arrondissement                                                   |
| 1848    | 1853         | Napoléon Gabriel de Turenne d'Aynac    |                        | Ancien capitaine d'infanterie, propriétaire à Courtomer                                                    |
| 1853    | 1867         | Léopold Augustin Louis Comte de Cumont |                        | Propriétaire et maire du Chalange                                                                          |
| 1867    | 1871         | Jean-Charles Lesage                    |                        | Maire de Courtomer                                                                                         |
| 1871    | 1876 (décès) | Léopold Augustin Louis comte de Cumont |                        | Propriétaire et maire du Chalange                                                                          |
| 1876    | 1889         | Vicomte Henri de Turenne               | Union des Droites      | Propriétaire à Courtomer, député (1885-1889)                                                               |
| 1889    | 1899 (décès) | Jacques Paul Vauclin                   | Républicain            | Docteur-médecin au Chalange                                                                                |
| 1899    | 1919         | Jules Sevaux                           | Républicain            | Ancien officier supérieur de cavalerie, juge de paix à Quettehou (Manche), maire de Bursard                |
| 1919    | 1931 (décès) | Isaïe Manson                           |                        | Mécanicien, maire de Courtomer, conseiller d'arrondissement                                                |
| 1931    | 1940         | Léopold Bisson                         | RG                     | Éleveur, maire de Godisson                                                                                 |
|         |              |                                        |                        | |
| 1945    | 1949         | René Yotte (1900-1996)                 |                        | Médecin à Courtomer                                                                                        |
| 1949    | 1962 (décès) | Robert Jousset                         | DVD                    | Cultivateur à Saint-Germain-le-Vieux                                                                       |
| 1962    | 1994         | Roger de Pelet (1907-1998)             | DVD puis UDF-Rad.      | Propriétaire du château de Courtomer                                                                       |
| 1994    | 2001         | Régis Cusinberche                      | RPR                    | Avocat à Paris, propriétaire au Plantis                                                                    |
| 2001    | 2015         | Odile Duval                            | DVD                    | Agricultrice retraitée, adjointe au maire du Ménil-Guyon                                                   |

Le canton participe à l'élection du député de la première circonscription de l'Orne.

### Conseillers d'arrondissement (de 1833 à 1940)
| Période                                  | Période      | Identité                                        | Étiquette          | Qualité |
| ---------------------------------------- | ------------ | ----------------------------------------------- | ------------------ | --- |
| 1833                                     | 1842         | Alexis Delangle                                 |                    | Maire du Chalange                                                                                           |
| 1842                                     | 1848         | M. de Morière                                   |                    | Secrétaire de la mairie de Sées                                                                             |
| 1848                                     |              | Louis-François Lesage (1784-1870)               |                    | Maire du Ménil-Guyon                                                                                        |
|                                          |              |                                                 |                    | |
| 1868                                     |              | Irénée Louis du Rouil de Boismassot (1811-1889) |                    | Propriétaire à Ferrières-la-Verrerie                                                                        |
|                                          |              |                                                 |                    | |
| 1898                                     | 1907 (décès) | Gustave-Victor-Marie Potonier (1831-1907)       |                    | Maire de Montchevrel                                                                                        |
| fév.1908                                 | 1910         | Louis-Modeste Géru                              | Catholique Libéral | Maire du Plantis                                                                                            |
| 1910                                     | 1919         | Isaie Manson (1858-1931)                        |                    | Mécanicien, maréchal-ferrant, maire de Courtomer (1907-1927), suppléant du juge de paix                     |
| 1919                                     | 1940         | Henri Fauvel                                    | Union nationale    | Maire de Montchevrel                                                                                        |
| 1940                                     |              |                                                 |                    | Les conseils d'arrondissement ont été suspendus par la loi du 12 octobre 1940 et n'ont jamais été réactivés |
| Les données manquantes sont à compléter. |              |                                                 |                    | |

## Composition

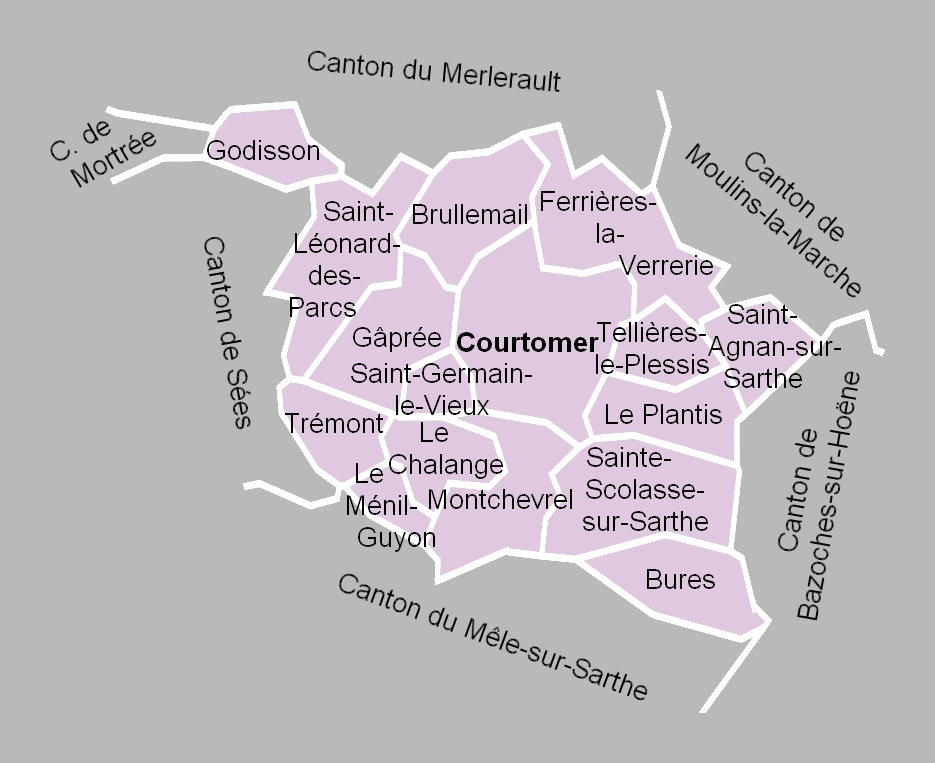
La carte des communes du canton. Les cantons limitrophes étaient ceux de Mortrée, du Merlerault, de Moulins-la-Marche, de Bazoches-sur-Hoëne, du Mêle-sur-Sarthe et de Sées.

Le canton de Courtomer comptait 3 057 habitants en 2012 (population municipale) et regroupait seize communes :
- Brullemail ;
- Bures ;
- Le Chalange ;
- Courtomer ;
- Ferrières-la-Verrerie ;
- Gâprée ;
- Godisson ;
- Le Ménil-Guyon ;
- Montchevrel ;
- Le Plantis ;
- Saint-Agnan-sur-Sarthe ;
- Saint-Germain-le-Vieux ;
- Saint-Léonard-des-Parcs ;
- Sainte-Scolasse-sur-Sarthe ;
- Tellières-le-Plessis ;
- Trémont.

À la suite du redécoupage des cantons pour 2015, toutes les communes à l'exception de Godisson sont rattachées au canton de Radon. La commune de Godisson est intégrée au canton de Rai.

### Anciennes communes
Les anciennes communes suivantes étaient incluses dans le canton de Courtomer :
- Saint-Lomer, qui fut chef-lieu du canton à sa création[7], absorbée en 1811 par Courtomer.
- La Mussoire, absorbée en 1821 par Brullemail.
- Sainte-Colombe-la-Petite, absorbée en 1821 par Saint-Léonard-des-Parcs.

## Démographie
| 1962  | 1968  | 1975  | 1982  | 1990  | 1999  | 2006  | 2011  | 2012  |
| ----- | ----- | ----- | ----- | ----- | ----- | ----- | ----- | ----- |
| 3 823 | 3 379 | 3 034 | 2 759 | 2 623 | 2 681 | 2 963 | 3 057 | 3 057 |